# Zlatá liga 2008
Zlatá liga 2008 – 11. edice cyklu lehkoatletických mítinku Zlatá liga se uskutečnila od 1. června do 5. září roku 2008. Pro atlety a atletky kteří zvítězili ve všech šesti závodech byla vypsána prémie 1 milionu dolarů (prémie se rozdělí). Dokázala to pouze Pamela Jelimová. 

## Mítink
| Datum        | Závod                | Stadion                 | Město  |
| ------------ | -------------------- | ----------------------- | ------ |
| 1. červen    | ISTAF                | Olympiastadion Berlín   | Berlín |
| 5. červen    | Bislett Games        | Bislett Stadion         | Oslo   |
| 11. červenec | Golden Gala          | Stadio Olimpico         | Řím    |
| 18. červenec | Meeting de Paris     | Stade de France         | Paříž  |
| 29. srpen    | Weltklasse Zürich    | Letzigrund              | Curych |
| 5. září      | Memoriál Van Dammeho | Stadion krále Baudouina | Brusel |

## Vítězové

### Muži
| Disciplína  | Berlín                 | Oslo                   | Řím                  | Paříž              | Curych                 | Brusel            |
| ----------- | ---------------------- | ---------------------- | -------------------- | ------------------ | ---------------------- | ----------------- |
| 100 m       | Nesta Carter           | Derrick Atkins         | Francis Obikwelu     | Marc Burns         | Usain Bolt             | Usain Bolt        |
| 400 m       | LaShawn Merritt        | Jeremy Wariner         | Jeremy Wariner       | Jeremy Wariner     | Jeremy Wariner         | Jeremy Wariner    |
| 1500 m      | Augustine Choge        | Thomas Lancashire      | Asbel Kipruto Kiprop | Augustine Choge    | Haron Keitany          | Ali Belal Mansoor |
| 400 m př.   | Bershawn Jackson       | Bershawn Jackson       | Kerron Clement       | Kerron Clement     | Angelo Taylor          | Kerron Clement    |
| Skok daleký | Hussein Taher Al-Sabee | Hussein Taher Al-Sabee | Irving Saladino      | Irving Saladino    | Hussein Taher Al-Sabee | Miguel Pate       |
| Hod oštěpem | Tero Pitkämäki         | Andreas Thorkildsen    | Tero Pitkämäki       | Vadims Vasiļevskis | Andreas Thorkildsen    | Tero Pitkämäki    |

### Ženy
| Disciplína | Berlín             | Oslo             | Řím                          | Paříž                        | Curych           | Brusel                 |
| ---------- | ------------------ | ---------------- | ---------------------------- | ---------------------------- | ---------------- | ---------------------- |
| 200 m      | Sherone Simpsonová | Bianca Knight    | Kerron Stewartová            | Sanya Richardsová-Rossová    | Allyson Felixová | Marshevet Hooker       |
| 800 m      | Pamela Jelimová    | Pamela Jelimová  | Pamela Jelimová              | Pamela Jelimová              | Pamela Jelimová  | Pamela Jelimová        |
| 100 m př.  | Josephine Onyia    | Josephine Onyia  | Brigitte Fosterová-Hyltonová | Brigitte Fosterová-Hyltonová | Lolo Jonesová    | Delloreen Ennis-London |
| Výška      | Blanka Vlašičová   | Blanka Vlašičová | Blanka Vlašičová             | Blanka Vlašičová             | Blanka Vlašičová | Ariane Friedrichová    |